# Bernd Reiter

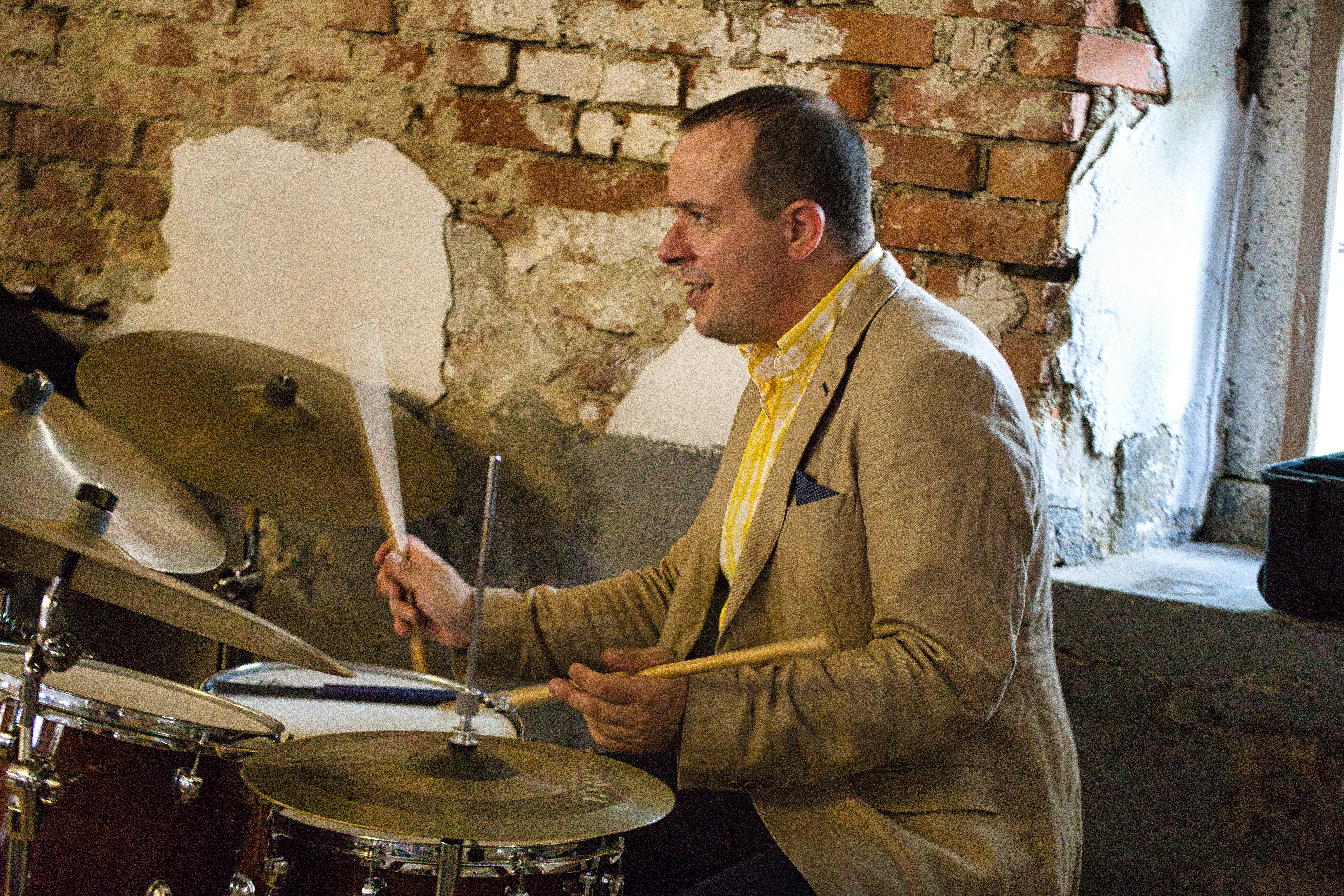
Bernd Reiter auf dem INNtöne Jazzfestival (2022)

Bernd Reiter (* 22. Juni 1982 in Leoben) ist ein österreichischer Jazzmusiker (Schlagzeug, Bandleader).

## Leben
Reiter erhielt ab 1988 Schlagzeugunterricht bei Nik Wonisch. Er studierte von 2001 bis 2007 an der Kunstuniversität Graz Schlagzeug bei Manfred Josel, Christian Salfellner und Howard Curtis (Abschluss als Magister). Zusätzlich absolvierte er Workshops bei Billy Cobham, Bruno Castellucci, John Riley, Lewis Nash, Charli Persip und Jimmy Cobb.
Reiter arbeitete unter anderem mit Mundell Lowe, Claudio Roditi, Willi Johanns, Melanie Bong Claus Raible, Claus Koch, Herwig Gradischnig, Renato Chicco,  Mathias Pichler, Helmut Kagerer, Heinz von Hermann, Kirk Lightsey, Ines Reiger, Richard Oesterreicher und der Big Band von Al Porcino. Früh kam es zur Kooperation mit Roman Schwaller und Adrian Mears. Weiterhin trat er im Bereich der klassischen Musik mit dem Haydnorchester Bruck/Mur, dem Innerberger Brass-Ensemble und dem Young Musicians International Symphonie Orchester auf. Seit 2005 ist er mit eigenen Bands unterwegs, unter anderem mit seinen New York Allstars, 2018 mit Eric Alexander, Harold Mabern und Darryl Hall. 2008 legte er sein Debütalbum vor. Er ist auch auf Alben von Charles Davis, Jim Rotondi, Don Menza, Patrick Bianco und Vid Jamnik zu hören.

## Preise und Auszeichnungen
Reiter war 2004 Förderpreisträger beim Internationalen Jazzfestival „generations 04“ in Frauenfeld/Schweiz und 2005 Preisträger beim Marianne Mendt Talentewettbewerb (Live-Mitschnitt und CD-Produktion durch den ORF) in St. Pölten. 2016 errang er mit Patrick Biancos Cannonsoul den Swiss Jazz Award. 

## Diskographische Hinweise
- Dameronia’s Legacy All-Stars:  Live at Audi Forum Ingolstadt (Ubuntu Music 2022, mit Jon Boutellier, Rik van den Bergh,  Johannes Herrlich, Andrea Pozza,  Aldo Zunino,  Jim Rotondi, Dick Oatts)
- Bernd Reiter Quintet feat. Eric Alexander Workout at Bird’s Eye (SteepleChase Records 2016)
- Bolla /  Antoniou / Reiter Remembering New York (Mons Records 2010)
- Live at the Jazzland - Vienna (TCB Records 2008, mit Roman Schwaller, Sascha Mutic, Robert Jukič, rec. 2006)